# Aristolochia huanjiangensis
Aristolochia huanjiangensis är en piprankeväxtart som beskrevs av Yan Liu & L.Wu. Aristolochia huanjiangensis ingår i släktet piprankor, och familjen piprankeväxter. Inga underarter finns listade i Catalogue of Life.